# Лидинский сельсовет (Московская область)
Лидинский сельсовет — упразднённая административно-территориальная единица, существовавшая на территории Московской губернии и Московской области до 1954 года.
Лидинский сельсовет был образован в первые годы советской власти. По данным 1919 года он входил в состав Усмерской волости Бронницкого уезда Московской губернии.
В 1923 году Лидинский с/с был упразднён, но в том же году восстановлен.
По данным 1926 года в состав сельсовета входили деревни Лидино и Федоровка.
В 1929 году Лидинский с/с был отнесён к Ашитковскому району Коломенского округа Московской области.
31 августа 1930 года Ашитковский район был переименован в Виноградовский.
14 июня 1954 года Лидинский с/с был упразднён. При этом его территория была объединена с Силинским с/с в новый Леоновский с/с.